# Simon Arnauld de Pomponne
Pour les articles homonymes, voir Famille Arnauld, Arnauld, Pomponne et Andilly.
Simon Arnauld d'Andilly, seigneur (1660) puis marquis (1682) de Pomponne (né à Paris le 11 novembre 1618 et mort à Fontainebleau le 26 septembre 1699) est un ambassadeur, secrétaire d'État des Affaires étrangères et ministre d'État sous Louis XIV.

## Biographie

### Jeunesse d'un robin proche de Port-Royal (1618-1642)

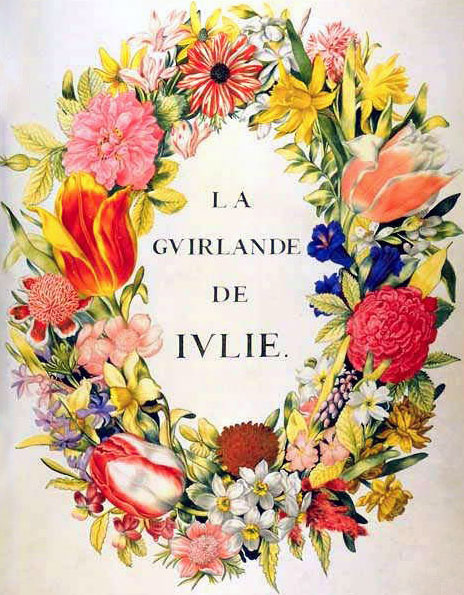
La Guirlande de Julie

Né en novembre 1618, Simon est le deuxième fils de Catherine Lefèvre de La Boderie et de Robert Arnauld d'Andilly. Ce dernier, lui-même fils du célèbre avocat Antoine Arnauld, est élevé auprès de plusieurs de ses oncles conseillers de Sully. À la naissance de son fils, il travaille auprès d'Isaac Arnauld, surintendant des finances.
Les Arnauld sont une importante famille de robe originaire de Basse-Auvergne arrivée à Paris au milieu du XVIe siècle et anoblie en 1567. Un moment protestante, opposée à la Ligue, la famille est concernée par le questionnement religieux qui marque le début du siècle. Une tante de Simon, Angélique, abbesse de Port-Royal, dans la vallée de Chevreuse, a récemment réformé son abbaye pour faire respecter la règle cistercienne dans toute sa rigueur. Arnauld d'Andilly, d'abord opposé à la réforme opérée par sa sœur, se lie avec un religieux, Jean Duvergier de Hauranne, abbé de Saint-Cyran, dont l'approche théologique l'influence grandement.
Simon Arnauld est élevé dans ce contexte religieux. Son père confie ses deux fils aînés à Martin de Barcos, le propre neveu de Saint-Cyran, qui s'occupe de leur éducation pendant près de sept ans. Ils poursuivent leurs études au collège de Lisieux, à Paris.
Loin de se cantonner à la gestion des affaires du maréchal de Schomberg, Arnauld d'Andilly est un bel esprit, connu pour ses aptitudes à nouer des amitiés en grand nombre. Bien connu à la cour, il est reçu dans les milieux littéraires et mondains. C'est ainsi que Simon fréquente la « Chambre bleue » de madame de Rambouillet, haut lieu de la préciosité, participe aux jeux de la société et rencontre d'importants personnages. Vestige de ces années d'apprentissage, il rédige plusieurs poèmes pour la Guirlande de Julie sous le nom d'« Arnauld de Briottes », du nom d'une terre héritée de sa mère.
Les retraits du monde de ses oncles et tantes a pour conséquence de réduire le réseau familial de Simon. Toutefois, l'importance de son père lui permet d'obtenir un emploi du pouvoir royal à l'âge de vingt-quatre ans.

### Premiers emplois (1642-1655)
En 1642, Robert Arnauld d'Andilly obtient de Louis XIII que son fils soit nommé intendant de la place forte de Casal, dans les collines du Montferrat. Le Montferrat est alors un enjeu important pour le contrôle de l'Italie du nord. Après la guerre de Succession de Mantoue, la France est parvenue à imposer qu'un de ses alliés, le duc de Nevers obtienne le titre de duc de Mantoue et de Montferrat. Or, le duché de Mantoue est situé entre le Milanais, alors possession des Habsbourg d'Espagne, et l'Empire. Cette position stratégique explique que la France y maintienne une garnison. Simon Arnauld y est responsable de tout ce qui concerne la vie quotidienne, mais n'a pas de prérogatives militaires. Il occupe ce poste d'intendant jusqu'en 1647.
C'est sous la protection de Le Tellier, secrétaire d'État de la guerre, qu'il mène à bien diverses missions en qualité d'intendant d'armée. Il devient alors un fin connaisseur de l'Italie du nord et soutient fidèlement le pouvoir royal durant la Fronde. Mais en 1651, il se voit confier une mission au service de la Guerre en Catalogne, dans un contexte défavorable, car les Espagnols sont en train de reprendre cette province. Le Tellier, disgracié, entraîne dans sa chute son protégé et ce dernier n'obtiendra plus par la suite d'autre mandat d'intendant.
Le statut familial de Simon a été bouleversé pendant qu'il était absent de France. Coup sur coup, son frère et Robert Arnauld d'Andilly décident de se retirer du monde. Le premier abandonne son statut d'aîné et rejoint son oncle à Angers, où il est évêque ; le second se retire à Port-Royal des Champs avec quelques autres Solitaires. D'Andilly a toutefois pourvu à l'avenir de son fils avant de quitter le monde : il obtient de la reine que Simon se voie reverser les pensions qu'il touchait et soit nommé conseiller d'État (1644). Son frère ayant quitté le monde, il devient l'aîné de sa famille.

### Difficulté de trouver une place à la cour (1655-1665)
Grâce à sa bonne connaissance de l'Italie du Nord, il se voit confier en 1654 une mission diplomatique à Mantoue, premiers pas dans le monde des Affaires étrangères après avoir quitté la Guerre. Il s'agit là encore des suites de la guerre de Succession de Mantoue, la France voulant faire des alliés à la fois de la Savoie et de Mantoue alors que les deux ducs conservent des motifs d'opposition entre eux. Cette mission réussit et se conclut par un traité d'alliance mais le jansénisme de sa famille le rattrape quand il tente d'obtenir la charge de chancelier du duc d'Anjou (1659). Cela le placerait dans l'entourage immédiat du successeur au trône, futur roi s'il arrivait malheur à Louis XIV. Or dans le contexte des querelles jansénistes, où sont intervenus son oncle Antoine Arnauld et son père Arnauld d'Andilly, il n'est pas pensable de placer un Arnauld dans une position aussi influente. Mazarin et la reine mère lui refusent donc le poste : à plus de 40 ans, Simon Arnauld n'a toujours pas de place fixe.
Simon Arnauld s'est alors rapproché de Fouquet, surintendant des finances et possible successeur de Mazarin, ce qui lui donne bien des espoirs. On trouve alors dans l'entourage de Fouquet de nombreux sympathisants jansénistes, au premier rang desquels madame de Sévigné, La Rochefoucauld ou madame du Plessis. Symbole de sa fidélité, Simon épouse une cousine de la femme du surintendant, Catherine Ladvocat, au printemps 1660. Il prend alors le titre de Sr de Pomponne, nom sous lequel il est dès lors toujours désigné.
Les espoirs placés en Fouquet se révèlent néanmoins rapidement déçus : le surintendant est disgracié et arrêté en septembre 1661. Pomponne lui-même paie son amitié en étant envoyé en exil à Verdun. Il conserve toutefois des liens forts avec la cour et des protecteurs qui obtiennent son rappel dès la fin du procès du surintendant (1665). C'est à Verdun qu'il reçoit les célèbres lettres de madame de Sévigné, véritable journal du procès.

### L'ambassadeur (1665-1671)
Rentré à Paris en février 1665, Pomponne n'est pas oublié par ses amis Claude Le Peletier et Michel Le Tellier, qui obtiennent rapidement son retour en grâce. Dès la fin de l'année 1665, il est nommé ambassadeur extraordinaire à Stockholm. Il est chargé d'assister le chevalier de Terlon, ambassadeur ordinaire, dans sa mission. Car la Suède, allié traditionnel de la France depuis la Guerre de Trente Ans est en train de s'éloigner d'elle : alors que Louis XIV a fini par prendre le parti des Provinces-Unies pendant la Deuxième guerre anglo-néerlandaise, la Suède penche du côté anglais. Pomponne doit donc obtenir une modification de la politique suédoise - ou du moins sa neutralité - en s'appuyant sur le parti français mené par le grand chancelier Magnus Gabriel De la Gardie. Il réussit à empêcher que la Suède prenne véritablement part à la guerre et à maintenir un parti français en Suède et quitte la Suède en 1668.
C'est pourquoi lui est alors confiée une seconde mission : craignant que la France acquière une trop grande puissance et remette en cause l'équilibre européen, Provinces-Unies et Angleterre se sont réconciliées et ont formé, conjointement avec la Suède la Triple Alliance, visant à endiguer l'avancée français aux Pays-Bas. L'envoi de Pomponne, considéré comme un homme de paix, est considérée à La Haye comme un heureux présage. Mais en réalité, sa mission consiste essentiellement à perdre du temps, pour permettre au roi de préparer la guerre. Pomponne est ainsi l'un des premiers à apprendre la signature d'un traité secret avec l'Angleterre : il sera parvenu à faire illusion pendant près de deux ans (1669-1671) pour permettre à la Diplomatie et à la Guerre de se préparer.
Louis XIV envoie alors Pomponne une seconde fois à Stockholm (1671), à la demande du grand chancelier lui-même, afin d'obtenir que la Suède quitte à son tour la Triple Alliance. Malgré de grandes difficultés, il parvient à faire accepter un traité, qui n'achoppe que sur les énormes subsides demandées par la cour de Stockholm. C'est alors qu'il reçoit une lettre du roi lui annonçant à la fois la mort de Hugues de Lionne et sa nomination comme secrétaire d'État des Affaires étrangères. Pomponne rentre ainsi à Paris dès février 1672, tandis qu'il est remplacé en Suède par Honoré Courtin qui signe le traité rédigé par son prédécesseur.

### Ministre et secrétaire d'État (1672-1679)
Arrivé à Saint-Germain en février 1672, Pomponne devient donc le chef de la diplomatie. Le Conseil d'en haut servant essentiellement à déterminer la diplomatie du royaume, il y est rapidement appelé comme ministre d'État. Pomponne y est un homme seul, ne pouvant s'appuyer sur un réseau fort ou sur une famille puissante face à Colbert et surtout au secrétaire d'État de la Guerre, Louvois. Pomponne est donc un ministre faible, qui donne des avis mais qui n'est pas toujours écouté. Sa tâche est d'autant plus difficile qu'il est chargé de la diplomatie à l'époque où celle-ci se trouve la plus négligée, en temps de guerre. Aux yeux des contemporains, Pomponne est l'homme de la modération, mais le roi se trouve à l'apogée de sa puissance et désire une politique agressive.
Louvois prend donc le pas sur Pomponne au cours de ces années : deux styles, deux visions des relations extérieures et de la guerre s'affrontent. Pomponne, plus favorable à un accommodement, se montre plus souple et aurait certainement accepté les propositions faites par les Hollandais en 1673 au congrès de Cologne, mais elles sont finalement refusées par le roi, qui pense obtenir davantage. Ce n'est finalement qu'en 1678 que Pomponne négocie le traité de Nimègue, qui met fin à la guerre de Hollande et donne à la France plusieurs places fortes des Flandres et la Franche-Comté.
Le département des Affaires étrangères connaît peu de modifications sous le ministère de Pomponne, qui reprend plusieurs commis de son prédécesseur et apporte peu d'innovations au fonctionnement de ses bureaux.
Après l'avoir fait travailler à son château de Pomponne, Pomponne demande à Jules Hardouin-Mansart de réaménager pour lui le vieil hôtel de L'Hospital (1673-1674), sur ce qui devient en 1685 la place des Victoires.
La faiblesse intrinsèque de Pomponne et la différence grandissante avec la volonté royale aboutit finalement à la disgrâce du secrétaire d'État en 1679.

### Disgrâce (1679-1691)
La disgrâce de Pomponne, advenue le 18 novembre 1679, est brutale et a surpris tous les contemporains. C'est pourquoi un certain nombre d'hypothèses ont rapidement circulé sur le moment, encore déformées par la mémoire de l'événement. Si la disgrâce coïncide avec la fin de la paix de l'Église, le jansénisme de Pomponne ne semble en réalité pas avoir joué de rôle majeur. Le renvoi de Pomponne est essentiellement politique : il naît surtout de son isolement et de la volonté de Louis XIV de mener une politique plus agressive (notamment la politique des Réunions qui convenait mieux à Colbert de Croissy). C'est donc ce dernier, frère de Jean-Baptiste Colbert, qui le remplace.
Pomponne conserve cependant l'amitié du roi qui donne un régiment à son fils aîné, une abbaye au cadet, érige son domaine de Pomponne en marquisat ou l'invite aux pièces que Racine écrit pour madame de Maintenon. Durant toutes ces années, l'ancien secrétaire d'État se retire à Pomponne tout en conservant des liens avec ses nombreux tamisy à la cour.

### Retour du ministre d'État (1691-1699)

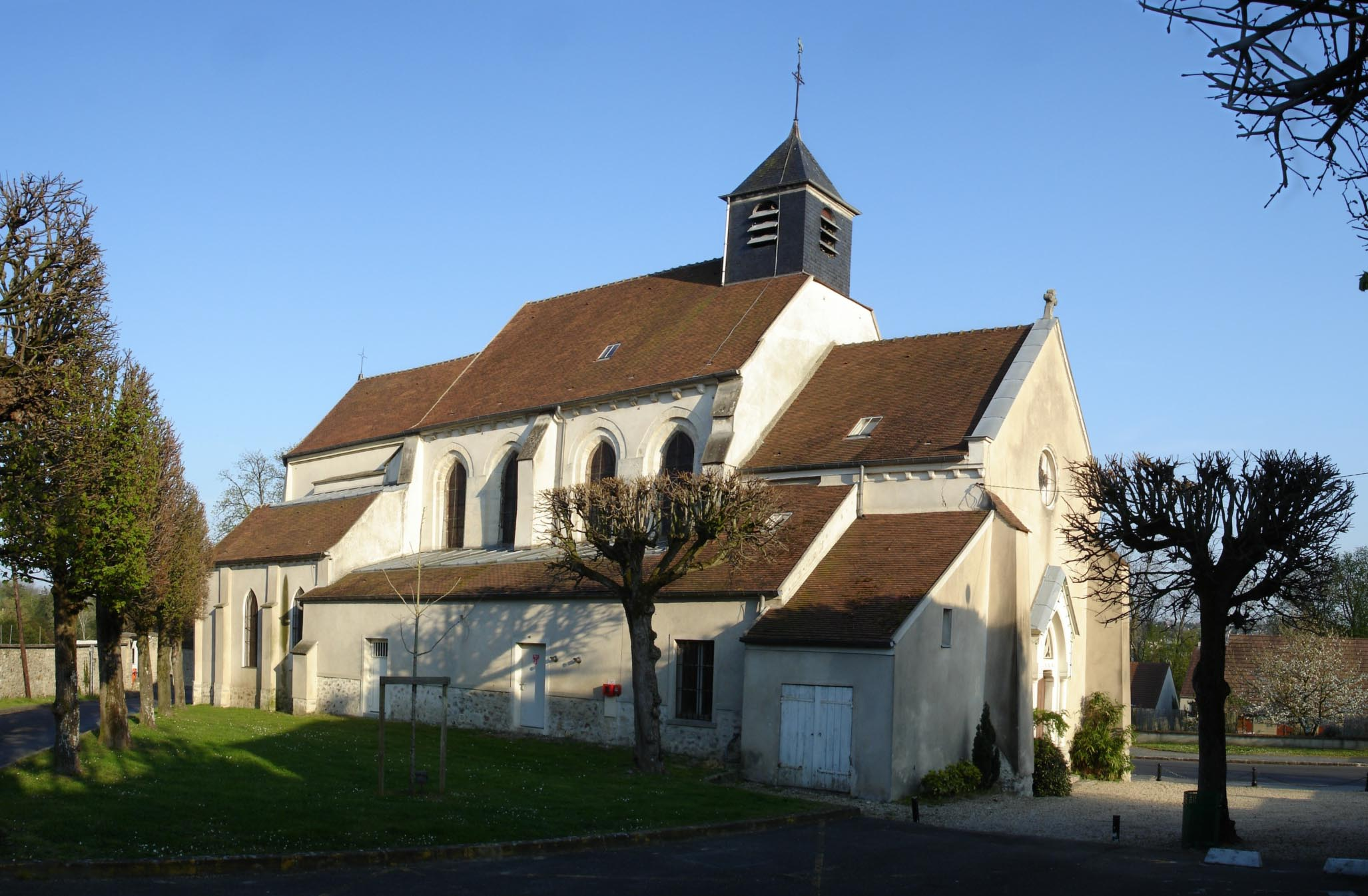
L'église Saint-Pierre-Saint-Paul de Pomponne, où repose le cœur de Simon Arnauld de Pomponne

En 1691, après la mort de Louvois, Pomponne est de nouveau appelé au Conseil d'en haut comme ministre d'État, sans pour autant retrouver son poste de secrétaire d'État aux Affaires étrangères. Il se contente ainsi d'un rôle de conseiller, cohabitant avec son successeur jusqu'à la mort de ce dernier en 1696.
Comme Torcy a obtenu la survivance de son père, le roi arrange la réconciliation des Colbert avec Pomponne, grâce au mariage de Catherine-Félicité Arnauld, dernière fille de Pomponne, avec le nouveau secrétaire d'État.
Il confie par là à Pomponne la formation de Torcy : c'est une véritable direction bicéphale qui s'occupe des Affaires étrangères, Pomponne rapportant les affaires étrangères tandis que Torcy rédige la correspondance diplomatique (1696-1699).
Pomponne est enfin nommé surintendant des postes (1697) avant de mourir à presque 81 ans, en 1699 : il est enterré dans l'église Saint-Merry de Paris, mais son cœur est inhumé dans l'église Saint-Pierre-Saint-Paul de Pomponne.

## En littérature
- Le marquis de Pomponne est l'une des amitiés de madame de La Rivière, et personnalités historiques des Lettres de Madame la comtesse de la Rivière à Madame la baronne de Neufpont[14], œuvre de Mlle Poulain de Nogent-sur-Seine. Il visite souvent la famille de la comtesse avec la sienne, et on apprend sa mort dans le tome deux.
- La marquise de Sévigné était une amie de Pomponne et il est souvent cité dans sa correspondance.

## Œuvres
- Simon Arnauld de Pomponne, Mémoires[15], éd. J. Mavidal, Paris : B. Duprat, 1860, 2 vol.
- Simon Arnauld de Pomponne, Relation de mon ambassade en Hollande (1668-1671), éd. H.H. Rowen, Utrecht, 1955.
- Simon Arnauld de Pomponne a par ailleurs laissé d'autres mémoires inédits sur ses missions diplomatiques[16].